# Rechtsstaat

Khái niệm Rechtsstaat lộ diện trong biến thể tiếng Đan Mạch (Retsstat), như được minh họa trong đơn tuyên truyền của Đảng Công lý vào năm 1939

Rechtsstaat (tạm dịch: nhà nước pháp trị) là một học thuyết trong tư duy pháp lý châu Âu lục địa, bắt nguồn từ nền luật học Đức. Rechtsstaat còn có nghĩa là "pháp quyền", hay mệnh danh là "nhà nước pháp quyền", "nhà nước pháp trị", "nhà nước công lý", hoặc "nhà nước dựa trên công lý và liêm chính".
Rechtsstaat theo định nghĩa là một dạng "nhà nước hợp hiến" mà việc thực thi quyền lực của chính phủ bị luật pháp ràng buộc. Thuật ngữ này có liên quan chặt chẽ với "chủ nghĩa lập hiến" trong khi thường được gắn với khái niệm trong tiếng Anh-Mỹ về nhà nước pháp quyền, nhưng khác biệt ở chỗ nó cũng nhấn mạnh đến sự công bằng (tức là một khái niệm về tính đúng đắn dựa trên đạo đức, sự hợp tình hợp lý, luật lệ, luật tự nhiên, tôn giáo, hoặc sự công bằng). Do đó, từ này thường mang nghĩa đối lập với Obrigkeitsstaat hoặc Nichtrechtsstaat (kiểu nhà nước dựa trên việc sử dụng quyền lực một cách độc đoán), và của Unrechtsstaat (không phải Rechtsstaat với khả năng trở thành một quốc gia sau một thời kỳ phát triển lịch sử).
Quốc gia theo kiểu Rechtsstaat hàm ý quyền lực của nhà nước đều bị giới hạn phần nào chủ yếu để bảo vệ công dân khỏi việc áp dụng quyền hành một cách tùy tiện. Các công dân chia sẻ quyền tự do dân sự dựa trên pháp lý và có thể cần thông qua tòa án phân xử. Dựa theo tư duy pháp lý châu Âu lục địa, Rechtsstaat tương phản với cả nhà nước cảnh sát và État légal của Pháp.
Một số nhà nghiên cứu Nga ủng hộ ý kiến cho rằng xuyên suốt thế kỷ 21, nhà nước pháp trị không chỉ biến thành khái niệm pháp lý mà còn tạo nên khái niệm kinh tế, ít nhất là đối với Nga và nhiều nước đang trong quá trình chuyển đổi thể chế và các nước đang phát triển khác nữa.

## Immanuel Kant
Giới văn nhân Đức thường xếp học thuyết của triết gia người Đức Immanuel Kant (1724–1804) vào phần mở đầu những tài liệu của họ viết về phong trào này nhằm hướng tới Rechtsstaat. Kant không dùng đến từ Rechtsstaat, mà lại đối chiếu nhằm làm nổi bật với nhà nước hiện hành (Staat) với dạng nhà nước hợp hiến, mang tính lý tưởng (Republik).  Cách thức tiếp cận của ông dựa trên chủ thuyết tối cao trong bản hiến pháp thành văn của một quốc gia. Quyền tối thượng này phải tạo ra sự đảm bảo cho việc thực thi ý tưởng trung tâm của tác giả: đời sống hòa bình vĩnh cửu làm điều kiện cơ bản cho hạnh phúc và sự thịnh vượng của nhân dân. Kant từng đề xuất rằng bản hiến pháp hợp đạo đức ngõ hầu giúp bảo đảm cho hạnh phúc từ sự đồng thuận của người dân và do vậy nên được đặt dưới quyền một chính phủ có đức hạnh.
Sự diễn tả thuật ngữ Rechtsstaat trên thực tế có vẻ như từng được Carl Theodor Welcker đề ra vào năm 1813, thế nhưng khái niệm này được phổ biến ra công chúng vốn xuất hiện trong cuốn sách của Robert von Mohl có nhan đề Die deutsche Polizeiwissenschaft nach den Grundsätzen des Rechtsstaates ("Khoa học Chính sách Đức dựa theo những Nguyên lý của Nhà nước lập hiến"; 1832–33). Thông qua tác phẩm này, Von Mohl đã bày tỏ sự tương phản của dạng chính quyền này thông qua chính sách với chính phủ, theo đúng tinh thần mang đậm màu sắc chủ nghĩa Kant, dựa trên các quy tắc chung.

## Nguyên lý

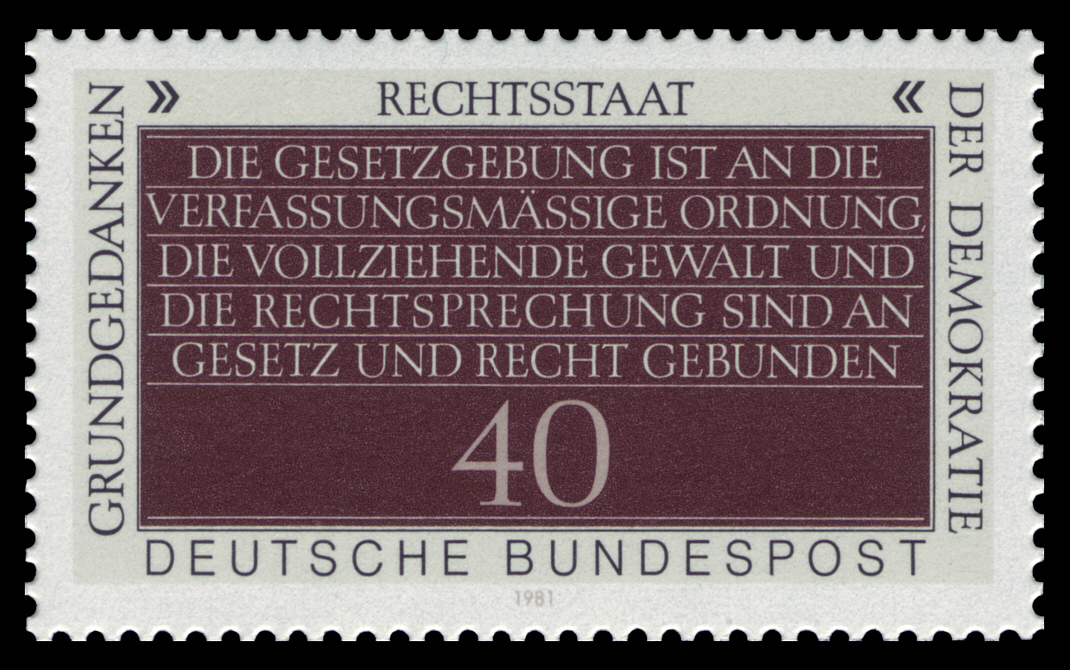
Con tem của Đức (1981). Rechtsstaat, Khái niệm Cơ bản về nền Dân chủ – "Cơ quan lập pháp bị trật tự hiến pháp ràng buộc, phía hành pháp và tư pháp bị luật lệ và quyền trói buộc." (Điều 20(3) GG)

Rechtsstaat có những nguyên lý quan trọng nhất như sau:
- Nhà nước dựa trên quyền tối cao của hiến pháp quốc gia và đảm bảo sự an toàn và quyền hiến định của công dân.
- Xã hội dân sự là đối tác bình đẳng của nhà nước.
- Sự phân quyền, với các nhánh hành pháp, lập pháp và tư pháp của chính phủ hạn chế quyền hành lẫn nhau và cung cấp cơ chế kiểm tra và cân bằng
- Cơ quan tư pháp và hành pháp bị luật lệ (không làm trái luật) ràng buộc, và cơ quan lập pháp bị các nguyên tắc hiến pháp trói buộc
- Bản thân cả cơ quan lập pháp và nền dân chủ đều bị các quyền và nguyên tắc hiến định cơ bản ràng buộc
- Tính minh bạch trong số hành vi của nhà nước và điều kiện cần thiết cung cấp lý do cho tất cả các hành vi của nhà nước
- Các thiết chế độc lập cân nhắc những quyết định và hành vi của nhà nước, bao gồm cả quá trình kháng nghị
- Hệ thống phân cấp luật và đề nghị rõ ràng, dứt khoát
- Độ tin cậy trong hành động của nhà nước, bảo vệ sự định vị trong quá khứ được thực hiện đầy thiện chí nhằm chống lại hành động của nhà nước sau này gọi là cấm hồi tố
- Nguyên tắc về sự tương xứng trong hành động của nhà nước